# Paraphylax caffer
Paraphylax caffer là một loài tò vò trong họ Ichneumonidae.